# Balady Friedricha Schillera

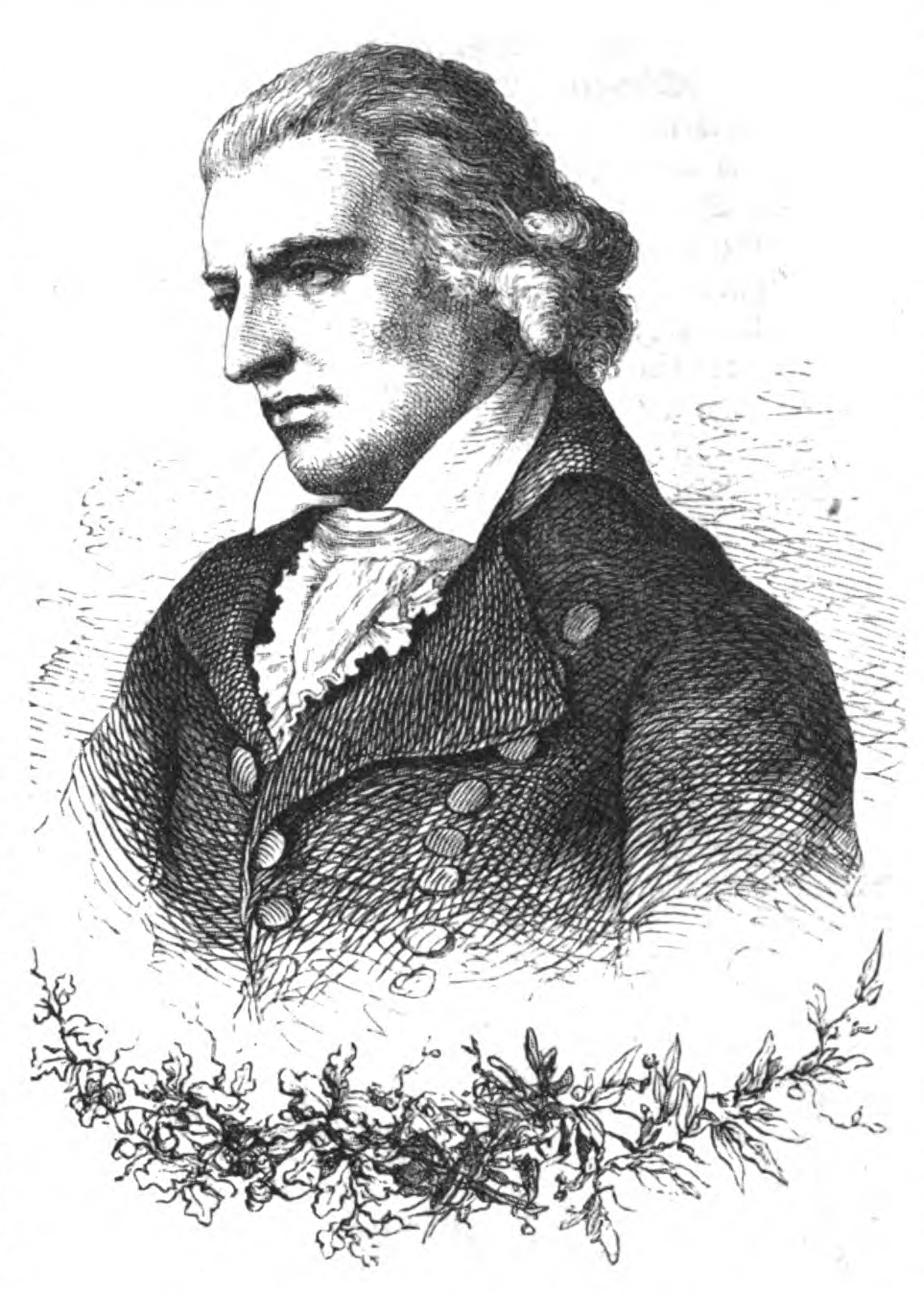
Friedrich Schiller

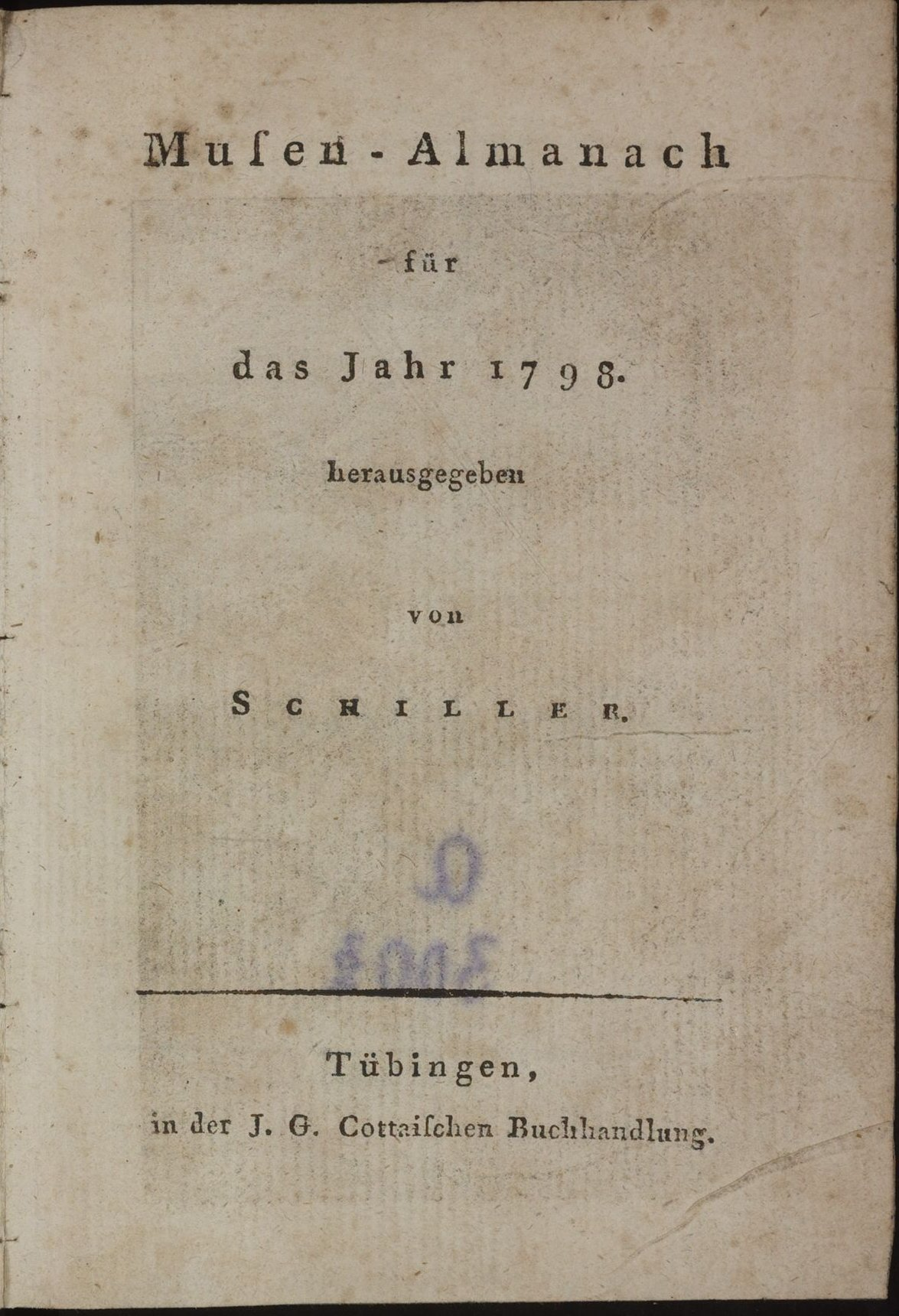
Almanach Múz pro rok 1798

Balady německého básníka a dramatika Friedricha Schillera patří k vrcholu jeho poezie. Výběrem různých zvláštních, překvapivých i tajemných témat v nich autor zobrazuje etické konflikty a vítězství mravní ideje.
Nejvýznamnější Schillerovy balady vznikly v klasickém období jeho tvorby v letech 1797 a 1798 v rámci spolupráce a přátelského soutěžení s Johannem Wolfgangem Goethem. Zejména rok 1797 bývá v dějinách německé literatury označován jako Balladenjahr (Rok balad). V tomto roce byly během několika měsíců napsány mnohé z nejznámějších Goethových a Schillerových balad, jako například Čarodějův učeň (Goethe) nebo Polykratův prsten (Schiller). Balady byly poprvé publikovány v Almanachu Múz pro rok 1798 (Musen-Almanach für das Jahr 1798), resp. v Almanachu Múz pro rok 1799 (Musen-Almanach für das Jahr 1799).

## Charakteristika balad
Schiller své balady psal především na antické a středověké náměty. „Opěvuje v nich velké lidské ctnosti, jako je hrdost, odvaha, touha po svobodě, věrnost slovu, láska až za hrob, ale zamýšlí se i nad otázkami viny a trestu, hranicemi lidské odvahy a štěstí, řeší rozpor mezi slepou poslušností k nadřízeným a vůlí k obecně prospěšnému činu aj. Jejich jádrem bývá morální problém.“ Obvykle se v nich objevuje postava krutého a bezohledného člověka, proti kterému stojí čestný a statečný hrdina.
Balady byly psány různým metrem: trochejem, jambem, nebo složitějším a ne vždy pravidelným daktylotrochejem. Lyrická spontánnost je v nich potlačena. Dramatické napětí, které podtrhuje scénicky názorný děj, je navozováno dynamickým jazykem s kontrasty, opakováním, paradoxy, oxymórony a hyperbolami.

## Balady napsané před rokem 1797

### Matka vražednice

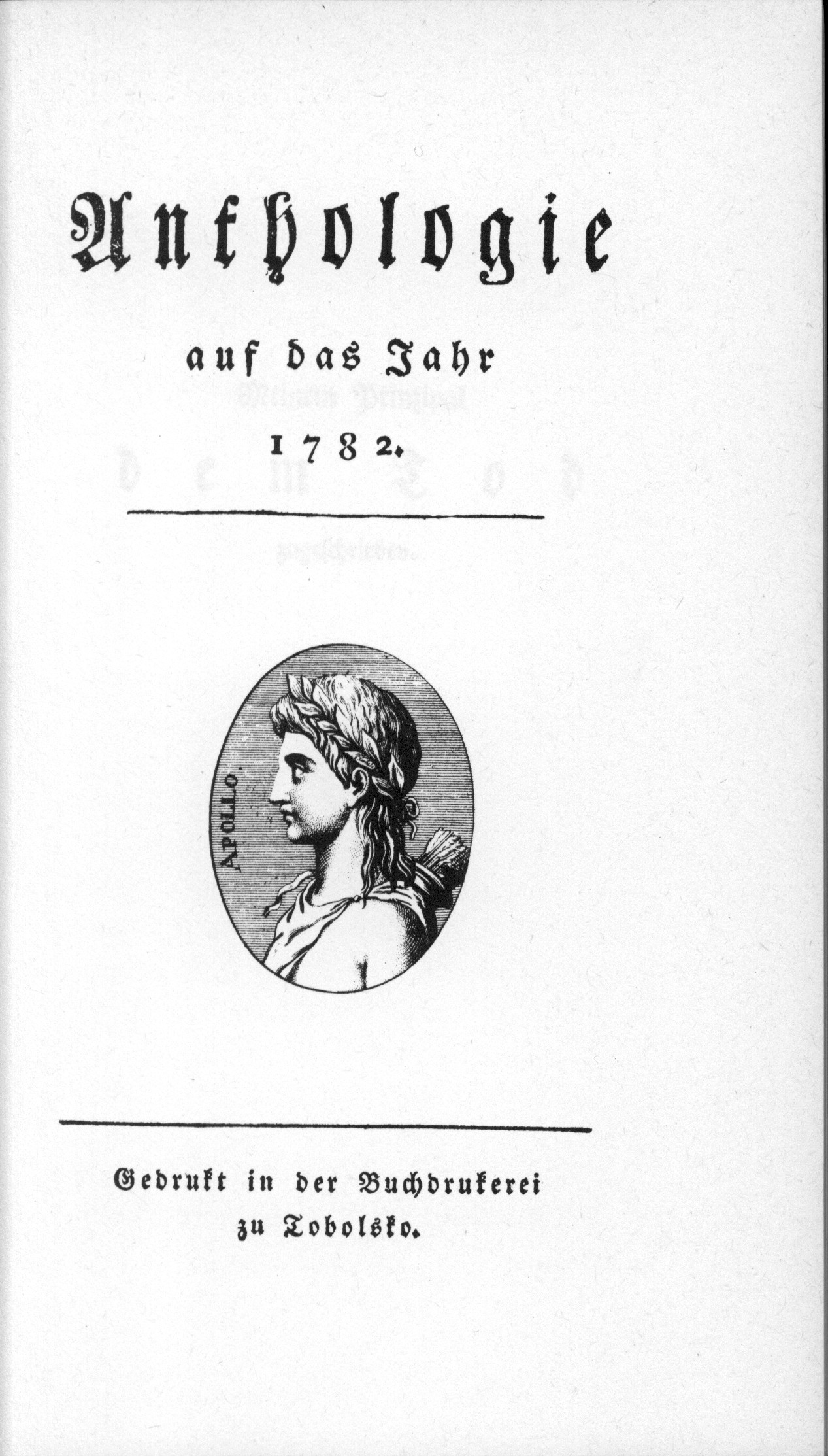
Antologie na rok 1782

Matka vražednice (1782, Die Kindsmörderin) je balada inspirovaná skutečnou události z Francie, která byla prvně otištěna v Antologii na rok 1782 (Anthologie auf das Jahre 1782). Jde o vnitřní monolog krásné mladé ženy Luisy odsouzené k smrti za to, že zavraždila své nemanželské dítě poté, co jí její milenec opustil. Luisa ve svém dítěti vidí jen svou ztracenou lásku a v rozporu s rozumem ho zabije, aby se zbavila bolesti.

### Zahalený obraz v Sais
Zahalený obraz v Sais (1795, Das verschleierte Bild zu Saïs), balada, napsaná blankversem, byla prvně vydána v Schillerově literárním měsíčníku Die Horen. Je založena na starořeckých, egyptských a biblických motivech odkazujících se na umělecký motiv nazývaný Isidin závoj, který vyjadřuje neuchopitelnost přírody a jejího poznání. Mladý muž přichází do města Sais v Egyptě hledat tajnou moudrost. V chrámu narazí na velký zahalený obraz. Na otázku, co se na obraze skrývá, velekněz odpoví: „Pravda“. Mladík se diví, že tento závoj ještě nikdo nezvedl. Velekněz vysvětluje, že to božstvo zakazuje. Ale mladý muž to chce vědět, a tak v noci vnikne do chrámu a závoj nadzvedne. Druhý den ho najdou kněží bledého a v bezvědomí. Nikdy neřekne, co pod závojem viděl. Veselost jeho života je navždy pryč a hluboký smutek ho strhne do předčasného hrobu.

## Balady z Almanachu Múz pro rok 1798

### Potápěč
Balada Potápěč (1797, Der Taucher) líčí odvahu panoše, který se vrhne do mořského víru známého jako Charybda, aby vylovil a tím získal zlatý pohár, který do něj úmyslně vhodil jeho král. Podaří se mu přinést pohár zpět a podrobně vypráví o hrůzách hlubin, které prožil, aniž by dosáhl na mořské dno. Král panošovi slíbí cenný prsten, pokud se znovu pokusí o sestup a přinese mu zprávy z mořského dna. Králova dcera prosí svého otce, aby nechal té kruté hry, ale král hodí pohár zpět do víru s tím, že z mladíka udělá svého prvního rytíře a svou dceru mu dá za ženu. Mladík, který princeznu miluje, nemůže odolat tomuto pokušení a znovu se vrhá do vln. Tentokrát se však již na hladině neobjeví.
Baladu zhudebnil ve dvou verzích rakouský skladatel Franz Schubert (1814 a 1815).

### Rukavička
Námět k baladě Rukavička (1797, Der Handschuh) našel Schiller v knize Essais historiques sur Paris od francouzského spisovatele Saint-Foixe, podle kterého se příběh skutečně stal na dvoře krále Františka I. Král se svým dvorem sleduje boj divokých šelem v aréně, když tu dvorní dáma Kunhuta hodí mezi šelmy svou rukavičku. Pak požádá rytíře Delorgese, který se jí už dlouho dvoří, aby jí rukavičku na důkaz své lásky přinesl. K údivu a zděšení publika rytíř klidně vstoupí do arény, zvedne rukavici a vrací se ke Kunhutě. Ta rytíře vítá pohledem, který dává tušit, že jej čeká sladká odměna. Rytíř však hodí rukavičku do Kunhutiny tváře a odchází.
Baladu roku 1850 zhudebnil německý skladatel Robert Schumann.

### Polykratův prsten

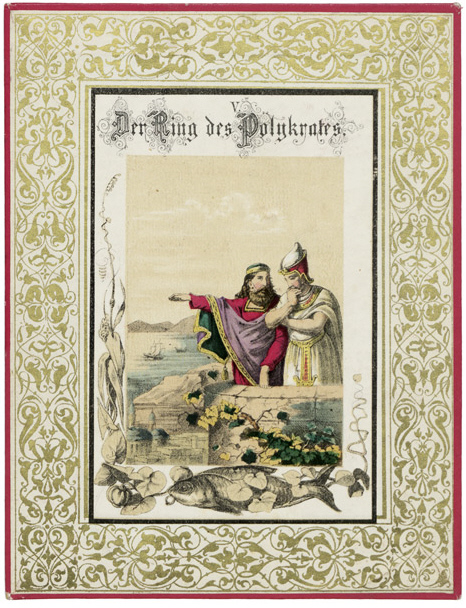
Ilustrace k baladě Polykratův prsten z toku 1890 od neznámého autora

Pramenem k baladě Polykratův prsten ((1797, Der Ring des Polykrates) jsou Hérodotovi Dějiny, konkrétně vyprávění o řeckém tyranovi z ostrova Samu Polykratovi a egyptském faraonovi Amasidovi II. Polykratés se chlubí faraonovi, který je u něho na návštěvě, svými úspěchy a vítězstvími, zatímco faraon mu připomíná nestabilitu štěstí, protože se bojí božího trestu za Polykratovu aroganci. Varuje Polykrata, že po nepřirozeném štěstí obvykle následuje velký pád. Když se všechny faraonovy předtuchy hrozících neúspěchů ukážou jako mylné, poradí Polykratovi, aby se sám zbavil něčeho cenného a utišil tak hněv bohů. Polykratés poslechne a hodí do moře svůj nejdražší prsten. Druhý den ráno přinese jeden rybář do tyranova paláce nezvykle velkou rybu jako dar vladaři. Když ji v kuchyni rozříznou, najdou v jejích útrobách ztracený prsten. Faraon tak pochopí, že Polykratés svému osudu neujde a přeruší s ním styky.

### Ibykovi jeřábi
Balada Ibykovi jeřábi (1797, Die Kraniche des Ibykus) je založena na Plútarchovu zpracování pověsti o vraždě starořeckého básníka Ibyka ze 6. století př. n. l. při jeho cestě na Korintskou šíji na Isthmické hry. Ibykos prosí kolem letící hejno jeřábů, aby bylo svědkem jeho vraždy. O několik dní později při sborovém zpěvu Erínyí v tragédii předváděné na hrách, propadnou vrazi panice při náhodném přeletu jeřábů nad divadlem a jeden z nich zvolá „Jeřábi Ibykovi. Běda“ A celé publikum v nich hned pozná vrahy.

### Rytíř Toggenburg

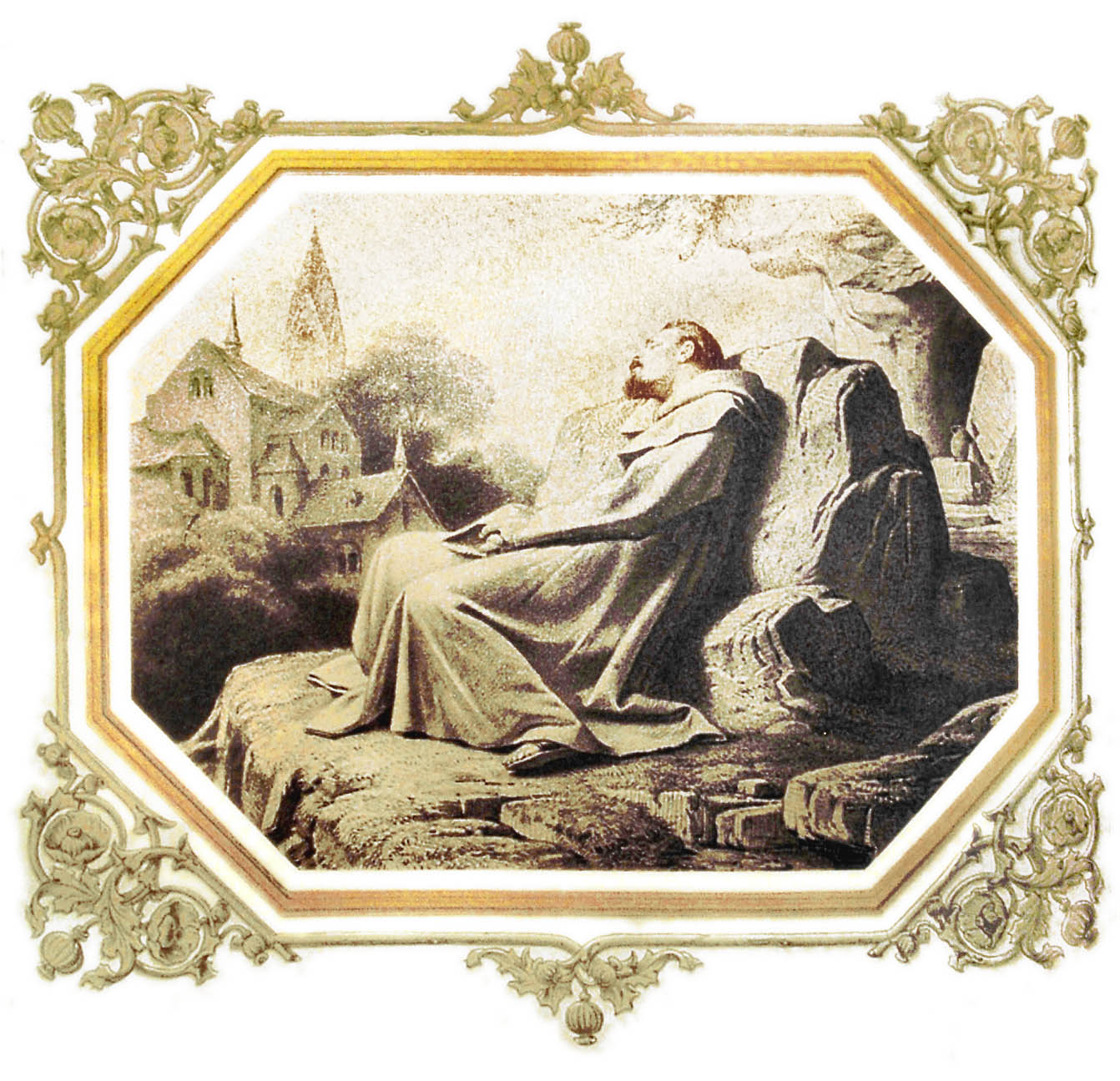
Ilustrace k baladě Rytíř Toggenburg z roku 1859 od Arthura von Ramberga

Zdroj pro baladu Rytíř Toggenburg (1797, Ritter Toggenburg) není přesně znám. Předpokládá se , že může být založena na klášterní pověsti z Tyrolska nebo na švýcarské legendě o svaté Idě von Toggenburg. Balada vypráví o nenaplněné lásce švýcarského rytíře Toggenburga, který se zúčastní křížové výpravy a po návratu zjistí, že jeho milovaná dívka vstoupila do kláštera . Usadí se proto na dohled od její cely jako poustevník, spokojený, že vidí jeptišku alespoň z dálky. Balada končí jeho smrtí.
Báseň byla několikrát zhudebněna, například německým skladatelem Johannem Rudolphem Zumsteegem roku 1800 nebo rakouským skladatelem Franzem Schubertem roku 1816.

### Cesta do huti

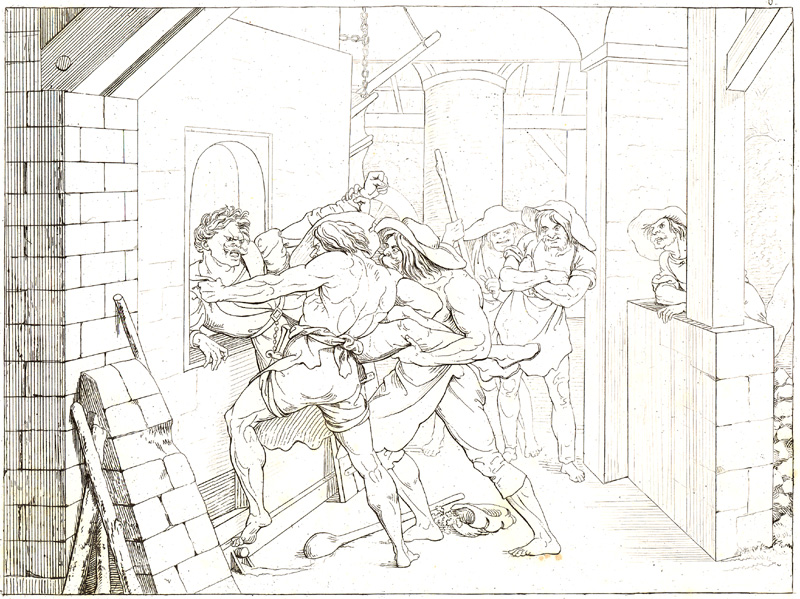
Ilustrace k baladě Cesta do huti z roku 1837 od Moritze Retzsche

Námět pro baladu Cesta do huti (1797, Der Gang nach dem Eisenhammer), našel Schiller ve francouzské antologii, kterou poslala jeho přítelkyně Charlotte von Stein jeho manželce. Balada vypráví o sluhovi Fridolínovi, který je tak věrný své paní Kunhutě, hraběnce ze Saverne, že ta jej má ve velké oblibě a chválí jej. Závistivý myslivec Robert proto naznačí hraběti, že hraběnka je do sluhy zamilovaná. Rozzuřený hrabě pak nařídí svým služebníkům, kteří pracují v huti (v železném hamru), aby prvního, kdo se zeptá, zda vykonali příkaz svého pána, hodili do pece. A Robert pak pošle Fridolína do huti, aby se tam na to zeptal. Fridolín se však cestou na pokyn hraběnky zúčastní mše, pomáhá na ní jako ministrant, a tím se zdrží. Do huti se proto dostane jako první Robert a po otázce, zda je příkaz hraběte vyplněn, je vhozen do pece on. Hluboce dojatý hrabě přivádí Fridolína zpět k hraběnce a doporučuje jí ho jako andělskou duši, nad kterou bdí Bůh.

## Balady z Almanachu Múz pro rok 1799

### Rukojmí

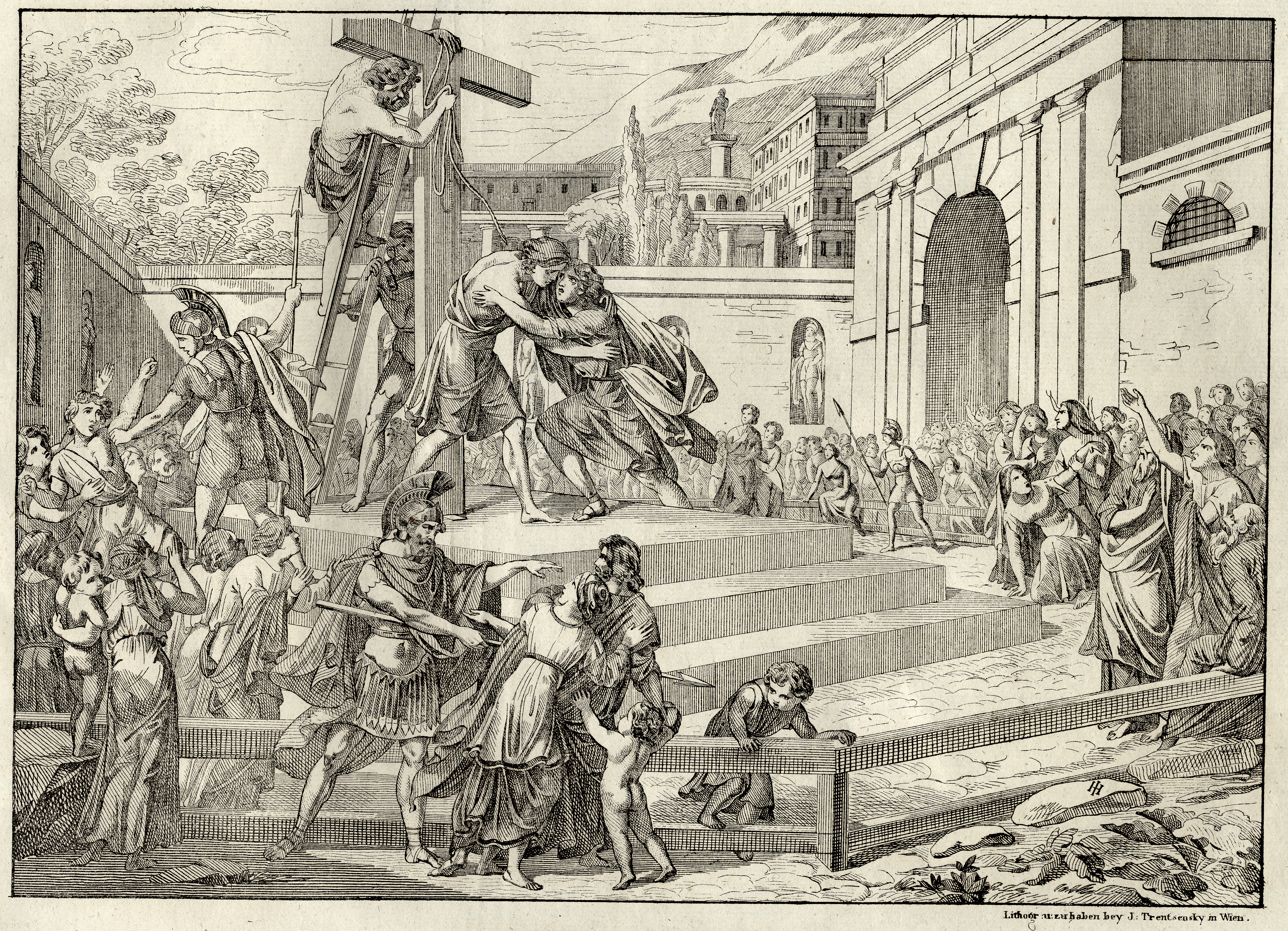
Ilustrace k baladě Rukojmí z roku 1825 od Josepha Trentsenského

Námět pro baladu Rukojmí (1798, Die Bürgschaft) nalezl Schiller ve sbírce bajek Fabulae připisované starověkému římskému autorovi Hyginovi. Balada je dnes známá především ve své verzi z roku 1804, ve které Schiller změnil jména postav. Odehrává se ve starořeckých Syrakusách ve 4. století př. n. l. a její hrdina jménem Damon chce své město zbavit tyrana Dionýsia. Je ale odhalen a odsouzen k smrti ukřižováním. Vyprosí si tři dny odkladu, aby mohl zařídit svatbu své sestry, a jako rukojmího nabídne tyranovi svého přítele Fintia. Pokud se ve stanovený čas nevrátí, bude jeho přítel ukřižován místo něho, a on bude svobodný. Při návratu musí Damon překonat mnohé překážky. Velká voda zničí most přes rozbouřenou řeku a donutí ho s rizikem života přeplavat. Pak jej přepadnou lupiči a on jejich útok odrazí. A nakonec musí překonat veliké horko, které mu hrozí smrtí žízní. To vše jej zdrží, takže přijde pozdě. Chce se proto nechat ukřižovat společně se svým přítelem. Když se to dozví Dionýsios, síla jejich přátelství jej natolik ohromí, že jim dá milost.

### Boj s drakem

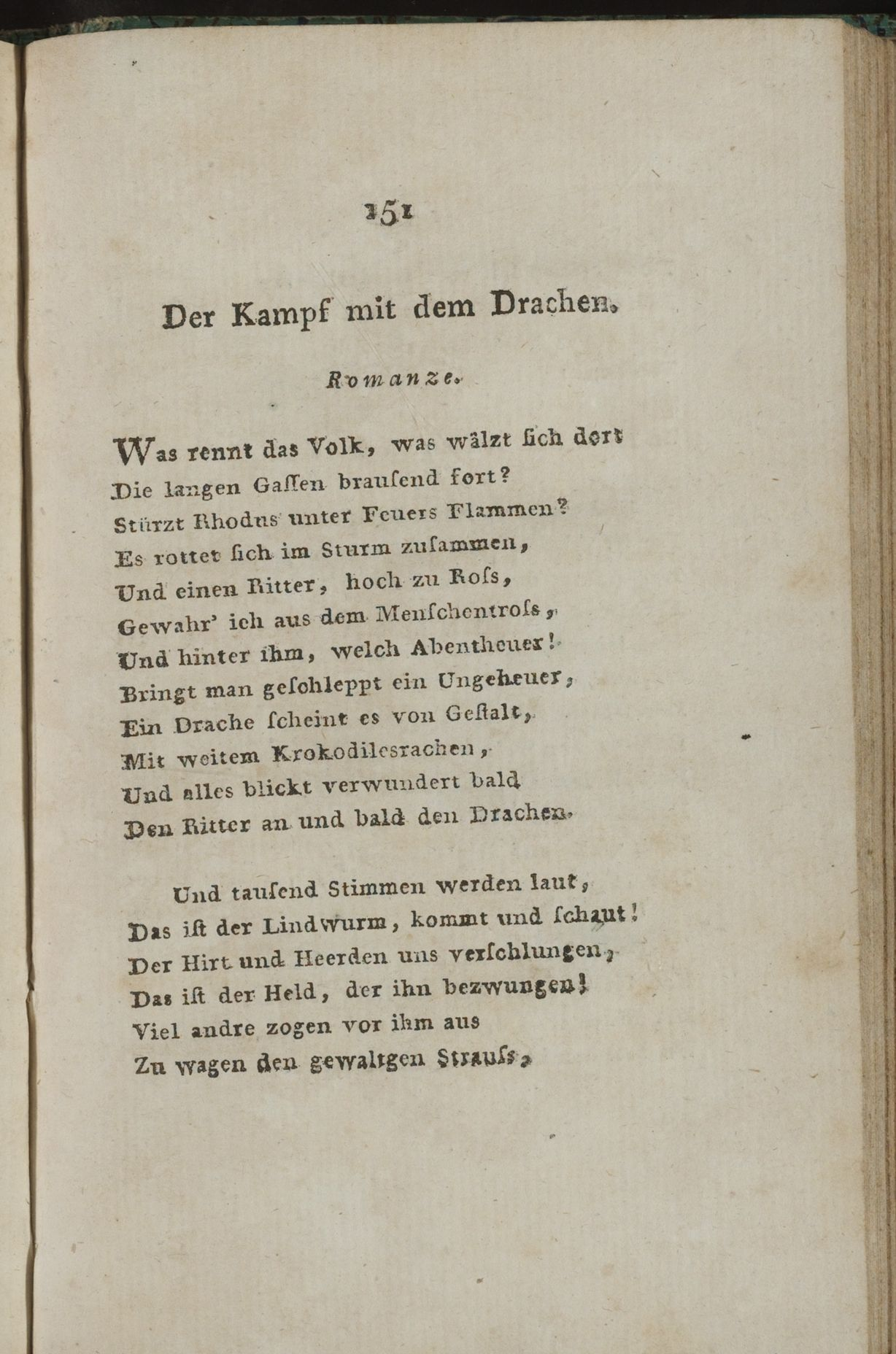
Balada Boj s drakem v Almanachu Múz pro rok 1799

Námět pro baladu Boj s drakem (1798, Der Kampf mit dem Drachen) našel Schiller v díle francouzského duchovního a historika Réného-Auberta Vertota L'historien de l'ordre de Saint-Jean de Jérusalem (1695, Dějiny johanitského řádu). Jejím hrdinou je Dieudonné de Gozon, pozdější velmistr Řádu maltézských rytířů, který dle tradice zabil na Rhodu draka a na jehož náhrobku je vyryto „Draconis Extinctor“ („Ten, který zahubil draka“).
V baladě rytíř považuje za svou „rytířskou povinnost“ zabít draka, který žije v horách, činí tam cesty nebezpečnými a škodí pastýřům. Musí se však za svůj čin zodpovídat velmistrovi řádu, který boj s drakem zakázal poté, co postupně stál životy pěti rytířů. Rytíř velmistrovi podrobně popisuje své motivy, pečlivou přípravu a průběh boje. Velmistr uznává statečnost rytíře, ale říká mu, že statečný může být i mameluk, že horší než drak je vzpurný duch, který ničí pospolitost řádu a že ctností křesťana je poslušnost. Protože rytíř propadl marné slávě, není pro něho v řádu místo. Zatímco se lidé bouří a spolubratří v řeholi prosí o milost, rytíř tato slova přijímá zahanbeně a tiše odchází. Velmistr jej ale s úsměvem volá zpět s tím, že obstál ve zkoušce pokory a může v řádu zůstat.

## Poslední balady

### Héro a Leandros

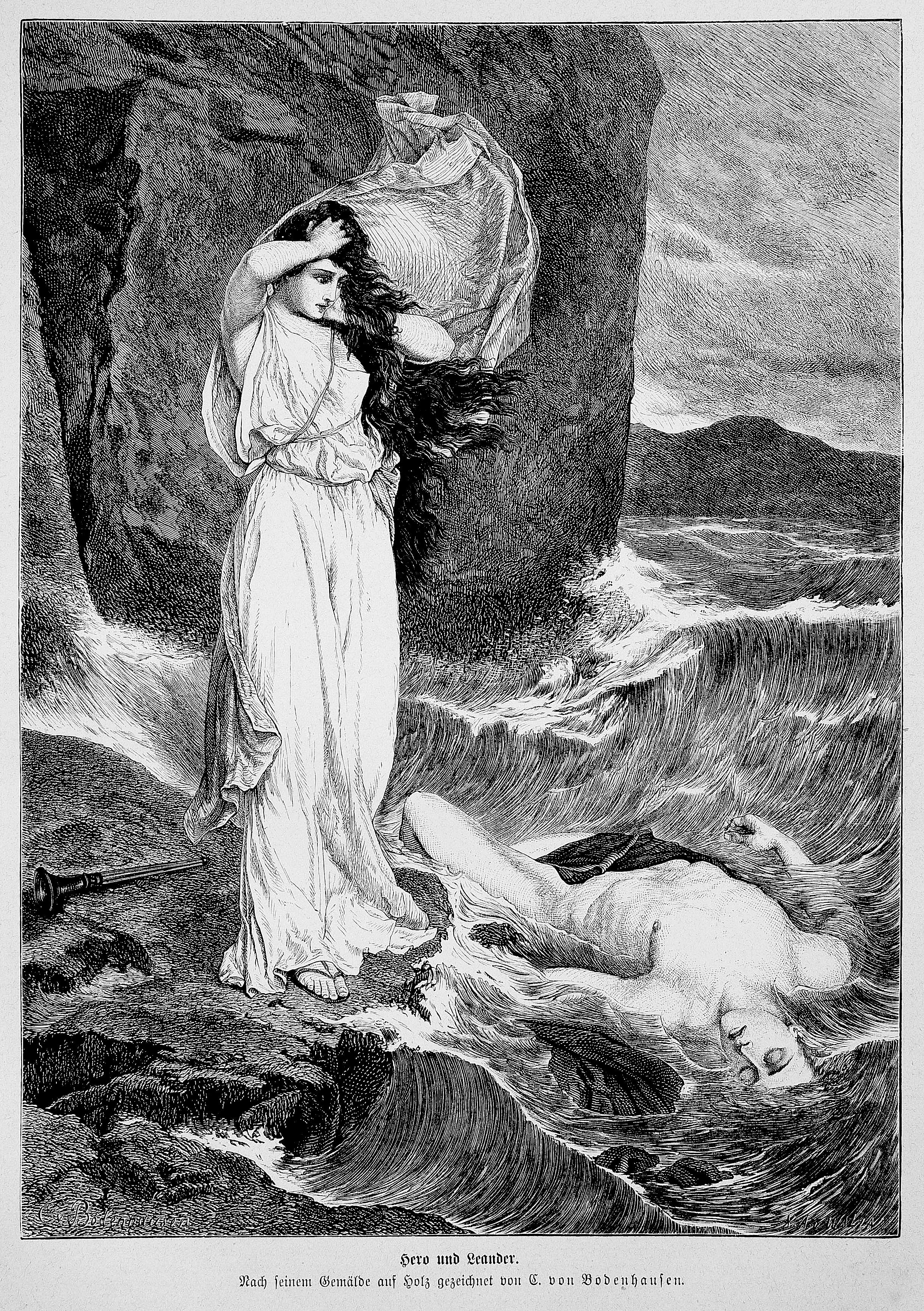
Héro a Leandros, ilustrace z roku 1879 (časopis Die Gartenlaube)

Pro baladu Héro a Leandros (1801, Hero und Leander) použil Schiller příběh známý z Ovidia, Vergilia a Músáia. Héró, kněžka bohyně Afrodity, opětuje lásku mladíka Leandra. Jako kněžka musí svou lásku tajit, a proto se milenci schází v noci. Protože každý z nich žije na opačné straně Helléspontu (Leandros v Abydu na maloasijské straně, Héro ve věži v Sestu na evropském břehu), musí Leandros po setmění Helléspont přeplavat. Héro vždy rozsvítí na věži pochodeň a Leandros, vedený jejím světlem, se ke své milence vždy bez problémů dostal. Jedné bouřlivé noci však vichr pochodeň zhasne a Leandros ztratí směr a utopí se. Vlny pak vyhodí jeho mrtvé tělo na břeh pod věž jeho milenky. Když Héro za úsvitu uvidí jeho mrtvé tělo, ze žalu ukončí svůj život skokem z věže.

### Kassandra
Balada Kassandra (1802), inspirovaná Homérem, je vlastně nářkem Kassandry, dcery trojského krále Priama, nad tím, že nedokáže zabránit zničení svého rodného města, protože jejím věštbám nikdo nevěří. Toto prokletí na ní seslal bůh Apollón, když odmítla jeho lásku poté, co jí dal věštecké schopnosti.

### Hrabě Habsburg

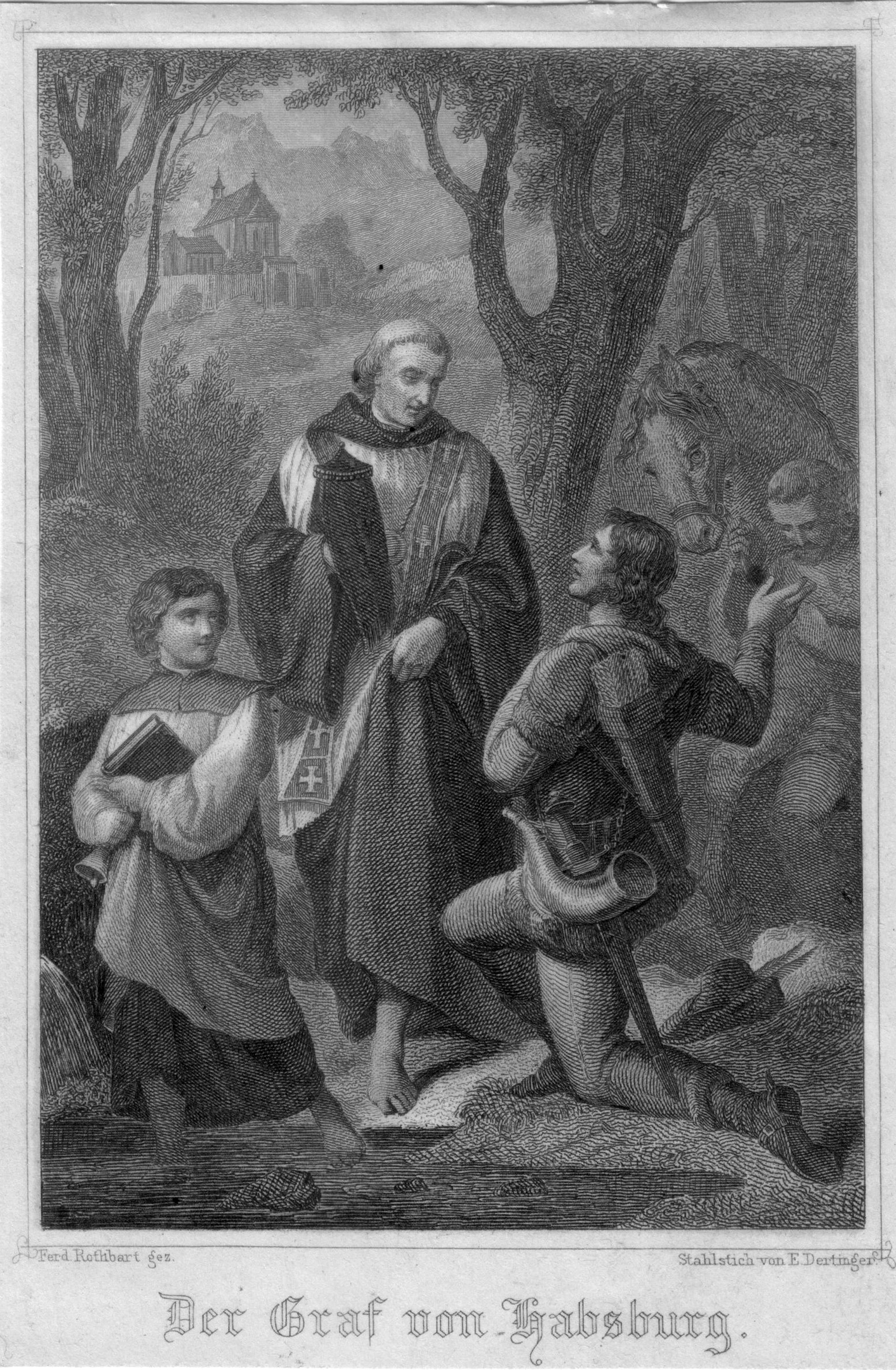
Ilustrace Ernsta Derlingera k baladě Hrabě Habsburg

Schiller uvádí jako zdroj pro svou baladu Hrabě Habsburg (1803, Graf von Habsburg) dílo Chronicon Helveticum (Švýcarská kronika) z toku 1550 od švýcarského historika Aegidia Tschudiho (1505-1572), na které narazil při hledání zdrojů pro svou hru Vilém Tell.
Balada se odehrává v Cáchách na oslavě korunovace Rudolfa Habsburského na nového císaře. Do síně vstoupí postarší, šedovlasý muž, který se představí jako zpěvák. Rudolf, který odmítá zpěvákům přikazovat, co mají zpívat, mu ponechá svobodnou volbu písně. Zpěvák pak vypravuje o vznešeném hraběti, který na lovu najde u rozvodněného potoka kněze se svým akolytou. Protože se kněz nemůže dostat přes lávku a spěchá k umírajícímu s posledním pomazáním, chystá se potok přebrodit. Hrabě se projeví jako hluboce věřící křesťan a dá knězi svého koně, aby mohl konat svou povinnost. Druhý den ráno kněz vděčně přivede hraběcího koně zpět, ale hrabě koně pokorně odmítne a nechá ho knězi, aby mu pomáhal v jeho službě Bohu. Kněz potom prorokuje hraběti, že ho Bůh odmění. Císař se zamyslí, protože si uvědomí, že je v písni opěvován on. Pohlédne zpěvákovi do očí a plný emocí nyní ve zpěvákovi poznává kněze, kterému pomohl. A všichni hosté na korunovační hostině poznají hraběte jako svého nového císaře, kterého uctívají.

### Slavnost vítězná
Balada Slavnost vítězná (Das Siegesfest), založená na Homérových eposech, byla napsána roku 1803 a publikována v Taschenbuch für Damen auf das Jahr 1804. Jejím tématem je mravní prázdnota oslav vojenských vítězství, které Schiller dokumentuje slavícími Řeky, kteří se vrací na svých lodích po vítězné trojské válce domů, když konečně po desetiletém obléhání dobyli, vypálili a vyplenili Tróju, pobili muže a zotročili ženy. S jejich krutou radostí kontrastuje nářek trojských žen.

### Alpský lovec
Balada Alpský lovec (1804, Der Alpenjäger) je poslední baladou Friedricha Schillera. Chlapec v ní prosí matku, aby mu dovolila jít na lov. Vyrazí pak do hor a pronásleduje gazelu. Natahuje svůj luk a chce vyděšené zvíře zabít. Tu se objeví vznešený duch hory a svýma rukama je chrání. Na chlapce volá, proč chce žal a smrt vynést až k němu vysoko do hor. Říká mu, že na zemi je místo pro každého.
Balada byla několikrát zhudebněna, například německým skladatelem Johannem Friedrichem Reichardem roku 1809, nebo rakouskými skladateli Franzem Schubertem roku 1817 a Heinrichem Prochem roku 1836.

## Filmové adaptace
- L'ostaggio (1909, Rukojmí), italský němý film, režie Luigi Maggi.
- Il guanto (1910, Rukavička), italský němý film, režie Luigi Maggi.
- La fucina (1910, Huť), italský němý film podle balady Cesta do huti, režie Adrià Gual.
- Fridolín (1915), španělský němý film podle balady Cesta do huti, režie Luigi Maggi.
- Tiefenau (2005), švýcarský krátký film podle balady Potápěč, režie Barbara Burger.
- Taucher 05 (2005), švýcarský krátký film podle balady Potápěč, režie Jonas Projer.
- Frostblühen (2005), rakouský krátký film podle balady Potápěč, režie Peter Brunner.
- Der Handschuh (2005, Rukavička), rakouský krátký film, režie Henning Backhaus.
- Die Bürgschaft (2006, Rukojmí), německý krátký film, režie Constanze Knoche.[20]

## České překlady
Schillerovy balady měly v Čechách velký ohlas již v době národního obrození. Roku 1814 vyšel v pátém svazku Puchmajerových Nových básních Jungmannův překlad Rukavičky a v Prvotinách pěkných umění (literární příloha Císařských královských vídeňských novin) dva překlady od Antonína Macka: Chod do železnice (tj. Cesta do huti) a Půtka s ještěrem (tj. Boj s drakem). Macek rovněž roku 1817 přeložil baladu Potapěč, kterou publikoval ve sborníku Rozmanitosti. Tyto překlady vyšly znovu roku 1823 ve sborníku Simeona Karla Macháčka Krasočečník doplněné překladem balady Prsten Polykratesův od Emanuela Viliama Šimka.
Roku 1841 vydal Jan Evangelista Purkyně ve Vratislavi dva díly svých překladů Schillerovy poezie pod názvem Bedřicha Šillera básně lyrické, obsahující balady Rukojemství, Rytíř z Toggemburgu, Půtka se smokem (tj. Boj s drakem), Potápěč, Rukavička, Prsten Polykratův, Jeřábi Ibykovi, Chůze do slévárny, Hero a Leander, Kassandra, Dětobijkyně (tj. Matka vražedkyně), Zahalený obraz v Saisu, Hrabě z Habsburgu, Výšehorský lovec (tj. Alpský lovec) a Slavení vítězství.
Další překlady je možno najít ve Výboru básní Friedricha Schillera z roku 1847, jejichž autorem je Václav Alois Svoboda. Jeho kniha obsahuje balady Rukojemství, Rytíř Toggenburg, Půtka s drakem, Nořec (tj. Potápěč), Rukavička, Prsten Polykratův, Žerávi Ibikovi, Posílka do železnice (tj. Cesta do huti), Hero a Leander, Kassandra, Hrabě Habsburg, Lovec v Alpech a Vítězosláva.
Roku 1910 vyšly překlady Schillerovy poezie od Jana Kamenáře pod titulem Vybrané básně. Mezi překlady jsou uvedeny balady Slavnost vítězná, Polykratův prsten, Ibykovi jeřábi, Hero a Leandr, Rukojmí, Potápěč, Boj s drakem, Cesta do huti, Rukavička a Zahalená socha v Saidě.
Roku 1917 uveřejnil ve výboru německé poezie Duch Německa Karel Dostál-Lutinov své překlady balad Norec (tj. Potápěč), Hrabě z Habsburku, Prsten Polykratův, Cesta k hamrům a Boj s drakem.
Roku 1924 přeložil Jaroslav Vrchlický baladu Rukavička a uveřejnil ji ve svých překladech Schillerových básní Píseň o zvonu a jiné básně. Roku 1944 byly opět vydány překlady Jana Kamenáře. Roku 1963 vyšly v Knihovně klasiků ve třetím svazku Schillerových spisů v překladu Luďka Kubišty balady Potápěč, Rukavička, Polykratův prsten, Ibykovi jeřábi, Rukojmí, Boj s drakem, Héró a Leandros a Kassandra a v překladu Valtra Feldsteina balada Matka vražednice. Kubištův překlad Rukavičky byl ještě otištěn roku 1980 ve výboru ze Schillerova díla Óda na radost.
Zatím poslední české vydání Schillerových balad je z roku 2005 v překladu Jaroslava Vaňka. Toto vydání obsahuje balady Potápěč, Rukavička, Polykratův prsten, Rytíř Toggenburg, Ibykovi jeřábi, Cesta do huti, Boj s drakem, Rukojmí, Hero a Leander, Kassandra, Hrabě Habsburg, Slavnost vítězná a Alpský lovec.